# いわき市立好間中学校
いわき市立好間中学校（いわきしりつ よしまちゅうがっこう）は、福島県いわき市好間にある公立中学校。

## 交通
- JR常磐線いわき駅より約3.6km
- JR磐越東線赤井駅より約3.3km